# Ralph Wolf och Sam Fårhund
Ralph Wolf och Sam Fårhund är två fiktiva djur som förekommer i Warner Brothers Looney Tunes och Merrie Melodies. 
Ralph och Sam skapades av Chuck Jones och dök upp i sju kortfilmer mellan 1953 och 1962 samt i en del gästspel i några kortfilmer och filmer därefter. Båda två dök upp i filmen Don't Give up the Sheep. De flesta avsnitten finns utgivna på DVD. Sam är en fårhund som skyddar fåren från prärievargen Ralph. Ralph ser på pricken ut som Gråben, undantaget hans röda nos och vita ögon.